# 道南小学
道南小学，位于中国广东省揭阳市揭西县南山镇，为揭西县的一个县级文物保护单位，类型为古建筑，公布时间为1999年。
道南小学的历史年代为解放战争时期。